# Weeki Wachee Gardens
Weeki Wachee Gardens es un lugar designado por el censo ubicado en condado de Hernando en el estado estadounidense de Florida. En el Censo de 2010 tenía una población de 1.146 habitantes y una densidad poblacional de 318,1 personas por km².

## Geografía
Weeki Wachee Gardens se encuentra ubicado en las coordenadas 28°32′14″N 82°37′23″O / 28.53722, -82.62306. Según la Oficina del Censo de los Estados Unidos, Weeki Wachee Gardens tiene una superficie total de 3.6 km², de la cual 3.26 km² corresponden a tierra firme y (9.63%) 0.35 km² es agua.

## Demografía
Según el censo de 2010, había 1.146 personas residiendo en Weeki Wachee Gardens. La densidad de población era de 318,1 hab./km². De los 1.146 habitantes, Weeki Wachee Gardens estaba compuesto por el 98.08% blancos, el 0% eran afroamericanos, el 0.26% eran amerindios, el 0.61% eran asiáticos, el 0% eran isleños del Pacífico, el 0.17% eran de otras razas y el 0.87% pertenecían a dos o más razas. Del total de la población el 2.53% eran hispanos o latinos de cualquier raza.